# Landry de Paris
Pour les articles homonymes, voir Landry.
Landry de Paris († v. 656) était un évêque de Paris. Il est aussi un saint français, fêté le 10 juin.

## Biographie
Landry était officier à la chancellerie royale sous Clovis II. Landry (ou Landéric, en latin Landericus) est un nom d'origine germanique composé des éléments land ("pays"), et ric ("roi").
Vers le milieu du VIIe siècle, il est élevé au siège épiscopal de Paris.
Vers 650, il fut évêque de Paris en remplacement d'Audebert (Aubert ou Audobertus). Il est le cinquième saint pasteur de la capitale, après les saints Denis, Marcel, Germain et Céran. Son hagiographe raconte qu'il n’avait de cesse d’aider les plus démunis. Lors de la famine de 651, il vendit tous ses biens personnels et meubles, jusqu’aux objets liturgiques pour acheter un peu de pain et le redistribuer.
Parce que les maladies faisaient de nombreux morts et se transformaient souvent en épidémies, il eut l’idée de regrouper tous les malades pour mieux les soigner et ne pas contaminer le reste de la population.
C'est ainsi que fut créé, à côté de Notre-Dame de Paris, l'hôpital Saint-Christophe devenu l'Hôtel-Dieu de Paris.Il a dissocié le palais épiscopal et l’Hôtel-Dieu, l’évêché ne pouvant plus loger et soigner selon la tradition tous ceux qui viennent y frapper. Il crée alors un bâtiment consacré à l’accueil des malades et des pauvres sur l'emplacement même de celle d’Erchinoald, maire du palais. Avant lui, Paris ne possédait, pour le soulagement des malades, que les Matriculae, sortes d'asiles soutenus par les aumônes viagères des riches. Saint Landry est aidé par une communauté de moniales, chargées de ce grand nombre de malades, mais aussi par des nobles dames qui se font gloire de servir et de présenter aux pauvres de leurs propres mains les mets et les remèdes que la charité des saintes filles leur a préparés.
En 653, au concile de Clichy, saint Landry et vingt-trois autres évêques signèrent la charte de fondation, accordée par le roi Clovis II, pour l'abbaye nouvellement créé de Saint-Denis, un monastère de l'ordre des Bénédictins, qui fut exempté de la juridiction épiscopale afin que les moines puissent vivre plus tranquilles dans une plus grande séparation et un plus grand oubli du monde. La charte a été faite sur papier égyptien et a été conservée. (Mabill. Diplomatica)
Balthilde, épouse de Clovis II et plus tard régente, a fondé de nouveaux et soutenu la réforme d'anciens monastères, y compris Saint-Denis, avec de nouveaux principes et décrets, y compris celui de l'indépendance accordée à l'évêque local. Le nouveau privilège de Saint-Denis a donc assuré à l'évêque de Paris de ne plus payer ses fonctions liturgiques, de lever et d'utiliser les fonds monastiques quand il en avait besoin ; saint Landry a acquiescé, en disant, « la demande du roi est pour nous comme une commande et il est donc impossible de résister. »
La tradition populaire veut que ce soit saint Landry qui ait construit l'église de Saint-Germain l’Auxerrois. Cette église fut la paroisse principale des Rois de France au VIIe siècle.
Son hagiographe rapporte que le saint était très au fait à propos des questions administratives. Il demanda à son serviteur, un moine nommé Marculf, d'élaborer un recueil de chartes et formulaires à l'usage des questions juridiques et administratives, « Formularum Ecclesiasticarum libri duo » a donc été consacré par l'auteur à saint Landry. Le recueil est ensuite publié par Bignon, puis par Baluze.
Après sa mort le 10 juin 656, de nombreux miracles, dus à son invocation et à l’attouchement de son suaire et d’une de ses dents vinrent attester de sa sainteté. Les gens allaient en pèlerinage à sa collégiale de Saint-Germain l’Auxerrois où il reposait et où son suaire était exposé. Sa statue est visible sur le porche de l'église. Il porte un livre dans sa main gauche, signe de sa science, et sa main droite sur le cœur, signe de son amour pour les pauvres.
Lors des invasions normandes du IXe siècle, son corps fut transporté dans la chapelle Saint-Nicolas qui changea de nom et lui fut consacrée. À cette époque, l'entrée de Saint-Germain l'Auxerrois donnait dans la rue Saint-Landry.
D'après un manuscrit trouvé dans les archives de l'église par l'évêque Pierre d'Orgemont en 1408, l'évêque Maurice de Sully en 1171 leva son corps de terre et le renferma dans une châsse de bois doré. Le 16 septembre 1408, Pierre d’Orgemont tira les ossements du saint de cette première châsse, qui n’était que de bois, et les mit dans une châsse d’argent, visible encore avant 1793, élevée sur une colonne, derrière le grand Autel de cette église collégiale de Saint-Germain. Il a donné deux petits ossements, l’un du cou et l’autre d'un doigt, à l'église paroissiale de Saint-Landry en 1408.
Les reliques de saint Landry furent conservées à l’origine dans l'église Saint-Landry, rue des Ursins, à l’ancien niveau des berges de la Seine, proche de l’actuel parvis de Notre-Dame. La chapelle fut vendue à la révolution, et fut démolie en 1828. Les reliques de Saint Landry, ainsi que d'autres de saints et de martyrs d'avant la révolution française, ont été dispersées dans et autour de l'église Saint-Germain-des-Prés. Près de cette chapelle, se trouvait le port Saint-Landry, le premier de Paris avant l’aménagement du port de la grève de l’Hôtel de Ville.
Un petit cimetière du nom du saint était accolé à l'église jouxtant l'Hôtel-Dieu au nord-est. Ce cimetière de 11 x 5 mètres ne recevait qu'une dizaine de corps par an. Dans le presbytère de l'église se trouvaient deux petits caveaux de charité. Le contenu du cimetière et des caveaux furent déposés aux Catacombes de Paris le 18 juin 1792, et un panneau signale encore ce dépôt de nos jours.
Les Archives nationales conservent un document de 654 signé par Landry. Elles ont aussi une représentation de lui dans les archives de Jacques de Voragine datant de 1470, intitulé "la charité de Saint Landry".
Le peintre Jean Fouquet a représenté au XVe siècle "Clovis II affranchissant la basilique Saint-Denis" en présence de saint Landry.

## Vénération

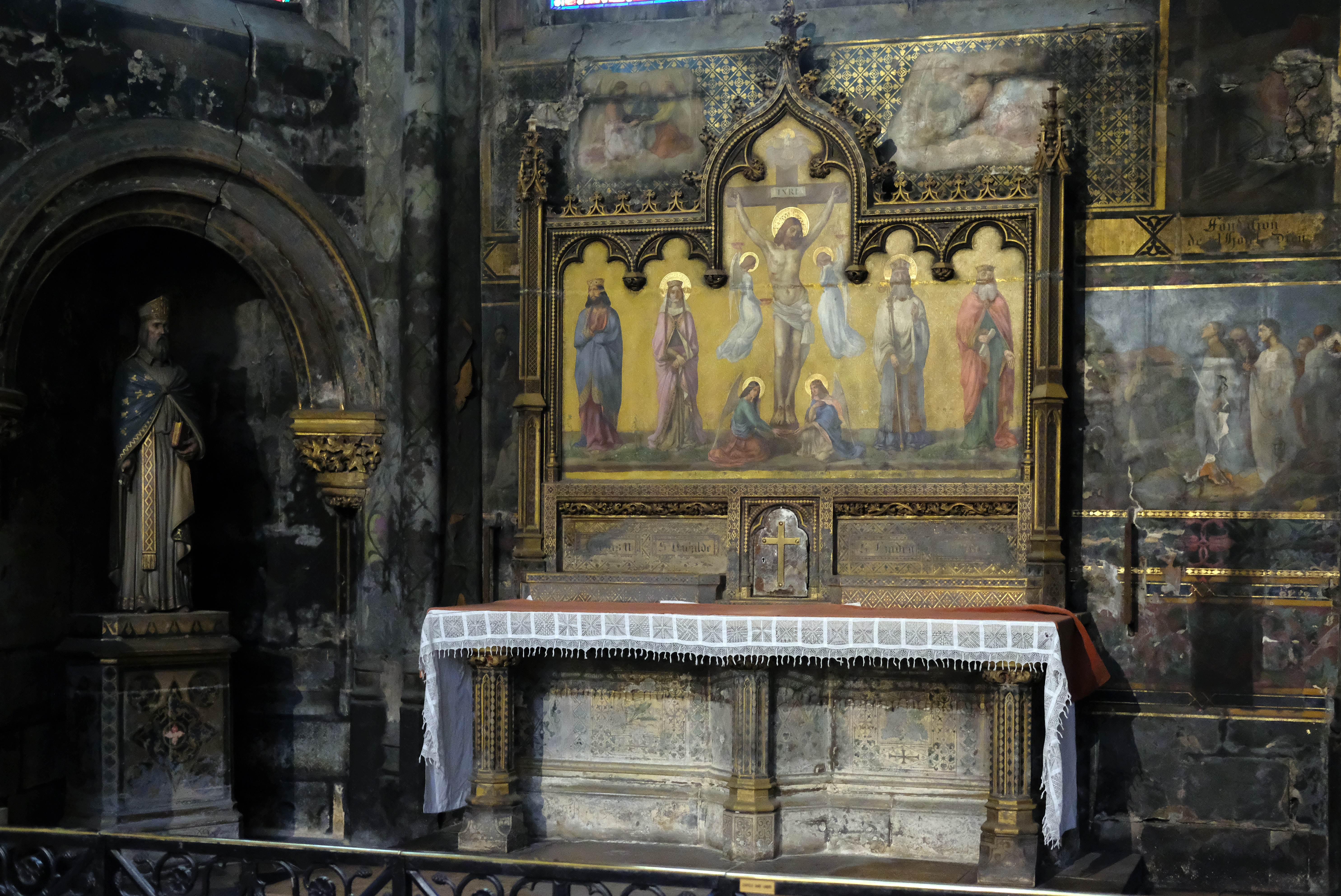
Chœur de la chapelle Saint-Landry de l'église Saint-Germain-l'Auxerrois de Paris.

Certains historiens s'accordent que la statue qui est sur le porche de l'église de Saint-Germain l’Auxerrois est celle de saint Landry. Cette statue, du XIVe ou XVe siècle, aurait été trouvée dans les fouilles de l'église de Saint-Landry, en 1829 après les troubles révolutionnaires. Cette église possède également une chapelle dédiée à cet ancien évêque de Paris. Bâtie entre 1521 et 1522. Elle est cédée en 1624 à Étienne d'Aligre et devient la chapelle et le lieu de sépulture de sa famille.
Statue dans la cathédrale Notre-Dame de Paris.
Statue de saint Landry du XVIIe siècle dans l'église Saint-Julien-le-Pauvre.
La crypte de l'église Saint-François d’Assise (19e arrondissement de Paris) est dédiée à saint Landry. L’église allait s’appeler Saint-Landry mais le changement de dédicace se fit pendant la construction (1913-1926).
Une chapelle lui est dédiée dans l'Hôtel-Dieu.
La paroisse de Saint-Landry en Louisiane est nommée en son honneur à Opelousas en Louisiane.
Une banque américaine de crédits originaire de Louisiane a été créée en 1931, et porte le nom de Saint Landry Bank and Trust Company. Elle a été en fait le regroupement de plusieurs structures dont l'une s'appelait St. Landry State Bank (Opelousas, LA).